# Échelle d'Allred-Rochow
Pour les articles homonymes, voir Allred et Rochow.
L'échelle d'Allred-Rochow est une échelle permettant de caractériser l'électronégativité proposé par Eugene G. Rochow (en) et Albert L. Allred (en) en 1958. Les deux chercheurs ont défini l'électronégativité comme une force électrostatique attirant un électron de valence supplémentaire situé sur la couche externe d'un autre atome.
Elle a pour définition mathématique :
où {\displaystyle Z_{eff}} est la charge effective du noyau dans le modèle de Slater, {\displaystyle e} la charge élémentaire et {\displaystyle r_{cov}} le rayon covalent de l'élément.